# Larry Wall

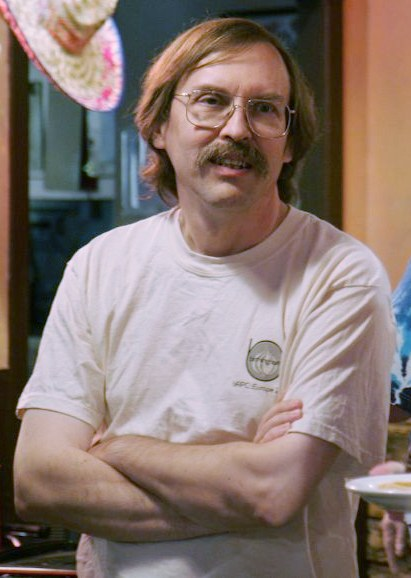
Larry Wall

Larry Wall (Los Angeles (Californië), 27 september 1954) is een Amerikaans softwareontwikkelaar. Hij staat vooral bekend als de oorspronkelijke bedenker en ontwikkelaar van de programmeertaal Perl. Larry Wall speelt viool.
Naast Perl schreef Larry Wall andere computersoftware:
- rn, een programma om Usenet-nieuws mee te lezen;
- patch, een programma om veranderingen in gegevens of broncode aan te brengen;
- een configuratieprogramma om te helpen andere programma's onafhankelijk van het type Unix te maken.